# Batalla de Cartago (698)
La batalla de Cartago se libró en 698 entre los ejércitos bizantinos del Exarcado de África y los musulmanes del Califato Omeya. Habiendo perdido los bizantinos la ciudad de Cartago ante los musulmanes, el basileus (emperador) Leoncio envió la armada bajo el mando de Juan el Patricio y el estratego Tiberio Apsimaro. Entraron en el puerto y con éxito y recuperaron la ciudad en un impresionante ataque por sorpresa. Los ciudadanos de la ciudad se regocijaron y las fuerzas árabes huyeron a Kairuán. Como Gibbon escribe: «los cristianos desembarcaron; los ciudadanos saludaron a la insignia de la cruz, y el invierno fue perezosamente perdido en el sueño de la victoria o la liberación».[cita requerida]
El emir Hasan ibn al-Nu'man estaba en misión de pacificación del Magreb, pero se retiró de la campaña en el campo para enfrentar el renovado desafío romano al emergente califato. En Kairuán, comenzó los planes para volver a tomar Cartago en la siguiente primavera[cita requerida]. Se estima que encabezó una fuerza de 40000 hombres[cita requerida]. Los bizantinos hicieron un llamamiento de ayuda a sus aliados tradicionales, los nativos bereberes, e incluso a sus enemigos los visigodos y los francos. A pesar de haber recuperado la ciudad, los bizantinos estaban en desorden debido a la amarga lucha que caracterizaba al Imperio y así perdieron gran parte de su fuerza[cita requerida]. El anterior exarca, Gennadius, había sido un traidor a la causa cristiana, desertando ante los musulmanes y convirtiéndose en su vasallo. El rey de los visigodos, Witiza, envió una fuerza de 500 guerreros con el fin de ayudar a defender Cartago, quizás para comprobar la creciente amenaza musulmana, que, tan cerca de la Hispania visigoda, estaba desgajando grandes trozos del Imperio bizantino.
Hasan, enfurecido por tener que volver a tomar una ciudad que no se había resistido a la toma del control por los bizantinos, no ofreció más alternativa que la capitulación o la muerte. El emperador Leoncio, conocido por su dura reacción al fracaso, también había dado instrucciones a sus fuerzas de conseguir la victoria o la muerte. Los bizantinos hicieron una salida y presentaron batalla a los árabes directamente, pero fueron derrotados. Más tarde prefirieron incitar a la rebelión a través de los príncipes bereberes. El comandante bizantino Juan decidió esperar al sitio tras de los muros de Cartago y dejar que los árabes se agotaran por sí mismos, ya que los sitiados podrían seguir siendo reaprovisionados por mar. Los defensores se enfrentaron con una abrumadora fuerza desplegada por Hasan, con feroces ataques donde sus hombres trataban de escalar continuamente las murallas con escalas. Los árabes combinaban sus asaltos por tierra con un ataque desde el mar, que hizo que Juan y Apsimaro temieran ser atrapados dentro de la ciudad. Sin embargo, la determinación de los defensores terminó con la segunda y última gran destrucción de Cartago. Los bizantinos se retiraron a las islas de Córcega, Sicilia y Creta para resistir la expansión musulmana y esperar ayuda del emperador.

## Consecuencias

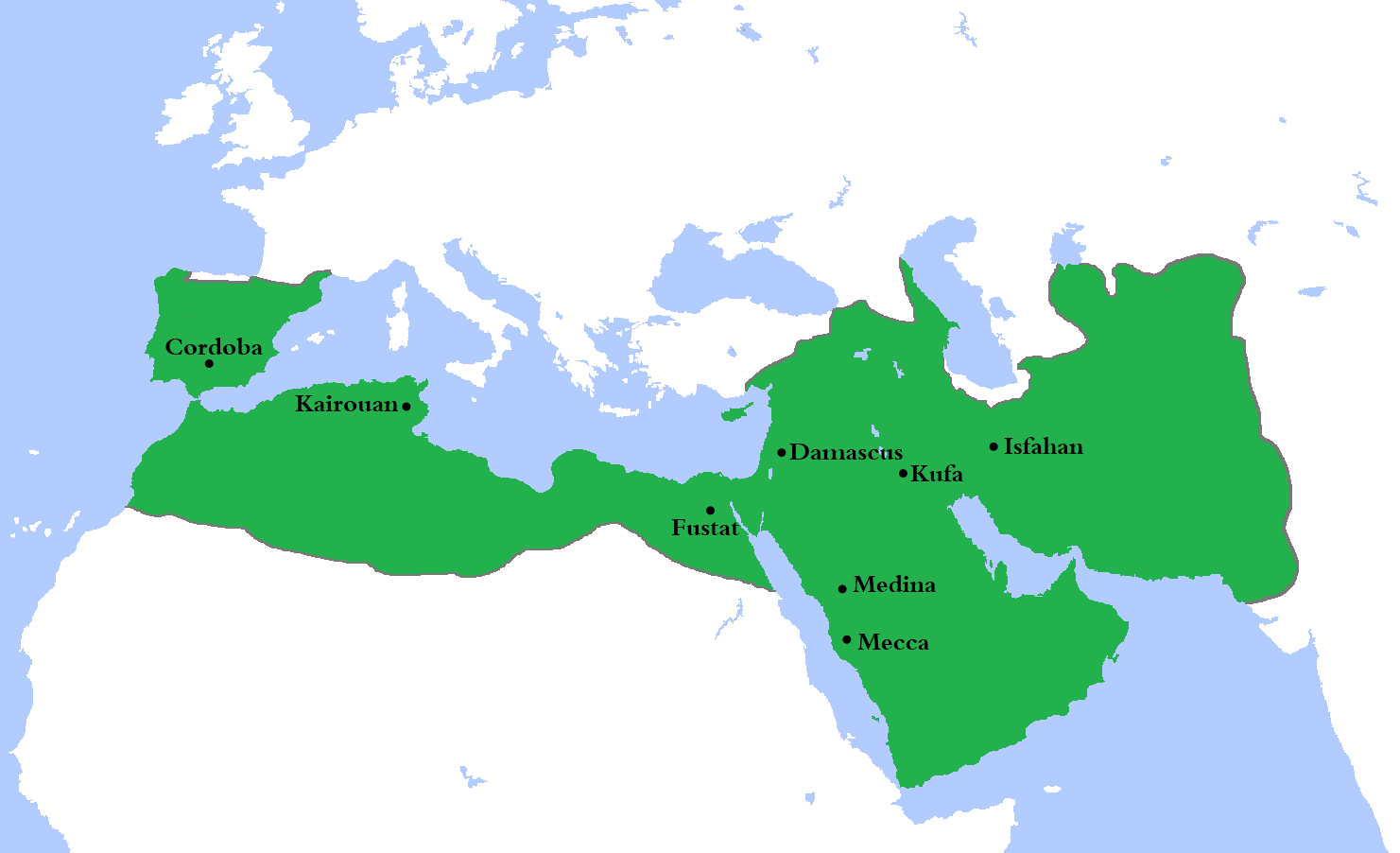
Mapa de localización del califato omeya en su mayor extensión, c. 750 d. C. (Basado parcialmente en Atlas of World History (2007) - World 500-750.

Juan el Patricio más tarde fue asesinado por una conspiración por parte de su compañero en el mando, Tiberio Apsimaro. Tiberio entonces, en lugar de tomar el paso lógico de volver a África para luchar contra los musulmanes, navegó a Constantinopla. Después de una exitosa rebelión, subió al trono como Tiberio III, y más tarde fue depuesto por el exemperador Justiniano II, al que se conocía como Rhinotmetos (nariz cortada). La conquista del norte de África por parte de las fuerzas del Islam estaba casi completa. Hasan resultó vencedor, pero pronto encontró problemas con la tribu zenata de los bereberes de Kahina, que le infligieron una seria derrota y le empujaron hasta Barqa. 
Sin embargo, en el año 702, el califa Abd al-Malik le proporcionó grandes refuerzos. Entonces, contando con un gran ejército y el apoyo de la población sedentaria del norte de África, Hasan pasó al ataque, derrotando definitivamente a al Kahina en la batalla de Tabarka, lugar situado 136 km al oeste de Cartago. Entonces fundó la ciudad de Túnez, a tan solo 16 km de la destruida Cartago.
Alrededor del año 705, Musa ibn Nusayr reemplazó a Hasan y pacificó completamente el norte de África.
- Datos: Q1478970